# Joel Soto
Joel Antonio Soto Torres es un exfutbolista profesional chileno que se desempeñó en varios equipo de Chile y México. Fue internacional absoluto con las selección de Chile. Debutó en Santiago Wanderers y su último equipo fue Unión La Calera. Desde 2022 se encuentra encarcelado y desde el 15 de marzo de 2023 condenado a 12 años de cárcel debido a condenas por tráfico de drogas y porte ilegal de armas de fuego.

## Trayectoria
Su niñez transcurrió en el Cerro Toro de Valparaíso y a la temprana edad se enroló en Santiago Wanderers. 
Debutó tempranamente durante la temporada 1998, en un plantel compuesto por grandes figuras pero esa misma temporada su equipo descendió a la segunda división del fútbol chileno. Durante el 99 al igual que la temporada anterior no tuvo tantas oportunidades de jugar puesto que en ese tiempo el equipo tenía una buena dupla goleadora, en especial la figura de Reinaldo Navia. Al siguiente año, ya de regreso en Primera División, comenzó a tener mayor regularidad.
En el 2001 Santiago Wanderers hizo varios cambios y Joel quedó más firme en el puesto de delantero titular y ya con más experiencia comenzó a convertirse en figura junto con otros jugadores como Jaime Riveros, Moisés Villarroel, Silvio Fernández entre otros. Durante esta temporada también logró ser convocado para la selección sub-20 que disputó el Mundial de la categoría.  Finalmente siendo la carta de gol en la última parte del torneo logró junto con sus compañeros ganar un título con Santiago Wanderers, club que no ganaba un título desde hace 33 años.
Durante la temporada 2002 por primera vez en su carrera disputa una copa internacional, la Copa Libertadores, campeonato donde su equipo no logró pasar la primera fase pero logró buenos resultados ante el actual campeón, Boca Juniors, un empate en la Bombonera y una victoria en Sausalito donde fue fundamental. En la misma temporada 2002 Joel siguió rindiendo en Santiago Wanderers por el campeonato nacional convirtiendo varios goles, incluso surgieron rumores de traspasos de su persona a grandes clubes de América como el América de México y Boca Juniors, incluso se rumorearon ofertas desde Francia. Ese mismo año también logró jugar el primer certamen de la Copa Sudamericana donde alcanzó los cuartos de final. Todo lo mencionado durante esta temporada lo llevaron a ser convocado por primera vez a la selección adulta donde disputó algunos amistosos.
Finalmente pese a todos los rumores sobre su partida de Wanderers no se concretó nada en especial por problemas con la dirigencia caturra y continuo jugando por el club de sus amores durante todo el Apertura del 2003 continuando con sus buenas actuaciones, incluso en este torneo por primera vez fue elegido por sus compañeros como capitán del equipo.
Después de tanto rumor sobre su traspaso finalmente a mediados del 2003 es transferido al fútbol mexicano, a Jaguares de Chiapas, club que en el torneo anterior había estado a punto de descender. En Jaguares no pudo lograr un buen rendimiento, ya no era el mismo que jugaba en Santiago Wanderers, por esto el cuadro porteño deseaba tenerlo de regreso para la temporada 2004 pero la diferencia económica no logró que esto tuviera éxito, además de que Joel no tenía intenciones de volver al fútbol chileno puesto que le costó mucho salir al extranjero.
A pesar de su bajo rendimiento sus convocatorias a la selección no se ven aproblemadas y se integra a la preparación de la Selección Preolímpica Sub-23 que disputará el Preolímpico que se realizara en Chile. Durante el Torneo Preolímpico Sudamericano Sub-23 realizado en Chile, Joel arreglo su regreso a Chile pero esta vez no jugara por Santiago Wanderers si no que lo hará por Colo-Colo. Soto llega al club albo por seis meses en calidad de préstamo como refuerzo para la Copa Libertadores del 2004 donde no logran pasar la Primera Fase.
En Colo-Colo tampoco pudo rendir bien y, en nueve partidos donde solamente en dos fue titular, únicamente logró convertir un gol que fue ante su antiguo club, Santiago Wanderers, el cual celebró y hasta el día de hoy es cuestionado por los hinchas porteños por aquella celebración. Finalmente terminado el Torneo de Apertura 2004 Joel debió regresar al club dueño de su pase, Atlante de México.
A mediados del 2004 al regresar a México, Atlante decidió enviarlo a su filial, Potros Neza. En los Potros, Joel tiene como compañero de equipo a un excompañero de Colo-Colo, Francisco Huaiquipán, el expreparador físico de Colo-Colo, Ariel Palena, y a otro compatriota, Julio López, quien fue su compañero en la ofensiva del equipo. En este equipo finalmente Joel retomó la senda goleadora transformándose en figura y goleador de su equipo y al fin estaba triunfando en México. A finales de año finalmente paso al Atlante como refuerzo para el Clausura 2005 y la InterLiga. En el Atlante hará dupla en la ofensiva nuevamente con chilenos, esta vez con Sebastián González y con Patricio Galaz que venía de ser el máximo goleador del mundo pero esto no duró mucho ya que a principios del 2005 su club decide enviarlo a préstamo nuevamente y no puede disputar la InterLiga.
A principios de año todo indica que Joel puede volver finalmente a Santiago Wanderers o continuar en el fútbol mexicano e irse al Puebla donde finalmente termina. En el Puebla comenzó como suplente en un complicado inicio de campaña donde su equipo estaba en las últimas posiciones. En su debut como titular marco su primer gol por el Puebla. Finalmente tras una irregular campaña su equipo termina descendiendo y Joel se va del Puebla y con esto termina su aventura por México.
Finalizado el torneo mexicano Joel regresa a Chile donde suena un posible fichaje en la Universidad de Chile pero durante su estadía en el país protagoniza una juerga en Valparaíso con excompañeros de Santiago Wanderers, precisamente con su sobrino José Soto y Roberto Luco. Durante el periodo que permanece en Chile finalmente no firma por Universidad de Chile ya que tardaron mucho por las gestiones según su representante, al final recala en el club que lo formó, Santiago Wanderers. En Wanderers vuelve a ser nuevamente figura aunque no como en los viejos tiempos cuando jugaba por este equipo la Copa Libertadores, aun así el rendimiento en general del equipo no era el de antes por lo cual no tuvo muchos logros en el Clausura 2005 pero lo más recordado es su partido contra el equipo archirrival, Everton de Viña del Mar, donde marco el primer gol del partido. Finalizado el torneo de clausura su vínculo con Santiago Wanderers termina fichando por O'Higgins de Rancagua.
En O'Higgins nuevamente parte mal tanto que los hinchas pedían su cabeza y casi se trenza a los golpes con ellos en un entrenamiento, y el equipo anda mal tanto que su técnico, Óscar Meneses, es cesado de su cargo y en su lugar llega Jorge Garcés quien dirigió al "Huevo" entre 1999 y el 2001 en Santiago Wanderers. Con la llegada de Garces su rendimiento mejoró bastante y comenzaron a salir nuevamente los goles, incluso marco un "Hattrick" ante Deportes La Serena, el cual fue el primero de su carrera. Durante el primer semestre Joel se transformó en el goleador del equipo con siete tantos pero aun así no pudo avanzar más allá de la primera parte de los Play-Offs, con el término del torneo Joel debía regresar a México pero los rancagüinos hicieron varios movimientos y lograron que Joel se quedará por un semestre más en la tienda rancagüina. Aunque esto fracaso y Joel estuvo un semestre sin equipo por problemas con los dueños de su pase quienes pensaban integrarlo a algún equipo mexicano nuevamente o a uno europeo. Pese a que O'Higgins lo quería de vuelta para la temporada 2007 la Universidad de Chile lo fichó por todo el 2007. Antiguamente ya se había especulado la transferencia de Soto al cuadro universitario y no se había podido concretrar antes.
Durante la pretemporada se convirtió en el goleador del equipo pese a que nuevamente había problemas con el grupo dueño de su pase. A pesar de haber comenzado bien durante el transcurso del torneo oficial fue muy irregular en el equipo y terminó siendo suplente, al parecer los meses sin fútbol le pasaron la cuenta. Para peor su equipo durante el primer semestre cumplió una pésima campaña tanto que con el cambio de técnico fue más afectado aún. Finalmente su paso por el cuadro universitario fue bastante malo y a fines del 2007 se marcha.
A principios del 2008 tras su salida de Universidad de Chile ficha por Deportes Concepción equipo en el que acaba de asumir en la banca Jorge Garcés con quien alcanzó buenos rendimientos en Santiago Wanderers y O'Higgins de Rancagua. Pese a estar durante toda la pretemporada con el club penquista por los problemas económicos que poseía esta Joel decide desligarse de la institución y retorna nuevamente al club de sus amores, Santiago Wanderers.
Esta vez no jugará en la primera división por Santiago Wanderers si no que lo hará en la Primera B (Segunda División) del fútbol nacional ya que el club acababa de descender. Jugando nuevamente por Wanderers se convirtió en la gran figura del equipo y se convirtió en el goleador del campeonato, pero aun así no sirvió de mucho puesto que Wanderers no pudo ganar el Torneo. Durante el Torneo de Clausura no pudo repetir lo del Apertura al comienzo, pero luego de algunos partidos se volvió a reencontrar con el gol y volvió a ser un peligro para los rivales. También en el primer partido de la Copa Chile (Disputado en el segundo semestre del 2008) marco tres goles en los 17 minutos que jugó ante Coyhaique siendo la gran figura del encuentro. Con todos los logros realizados durante el año y años anteriores Joel se consagra como un ídolo caturro y como gran capitán del equipo.
A fines del 2008 finalizaba su contrato y pese a que en un comienzo se dijo que no continuaba en el puerto, pero el día 1 de diciembre del 2008 se revela una gran sorpresa y para alegría del pueblo caturro su capitán renovó. El 12 de junio del 2009 pese haber rendido bastante bien durante el Torneo de Apertura y ser uno de los ídolos del club caturro, Joel es desvinculado del club por constantes faltas de indisciplina fuera de la cancha como la compra de un notebook robado, supuestas llegadas en estado de ebriedad a los entrenamientos y denuncias de violencia intrafamiliar, con esto Santiago Wanderers dice que "El jugador actuó de una manera que no corresponde a la de un deportista ni de un representante del espíritu del Club de Valparaíso". Con esto se despide del club de sus amores nuevamente.
Tras su partida comienza a entrenar en Ñublense de Chillán, equipo dirigido técnicamente por Fernando Díaz, club que finalmente hace oficial su contratación el viernes 26 de junio del 2009 para jugar el Torneo de Clausura de Primera División. Tras un pobre rendimiento en el club sureño el 5 de enero de 2010 se confirma su fichaje al club San Luis de Quillota, club recién ascendido a la Primera División de Chile donde permanece durante todo el año convirtiéndose en el goleador del equipo pero su equipo perdería la categoría con lo que abandonaría el club para recalar en Cobresal donde juega durante el 2011 pero en este club no llega a andar de buena forma por lo cual a finales de ese año no renueva su contrato.
A finales del 2012 se confirma su fichaje por Deportes Concepción donde ya había estado antes pero nunca llegó a jugar pero tras un cambio de entrenador en la pretemporada su estadía nuevamente se vería interrumpida. 
Tras su retirada del fútbol profesional se desempeñó como asesor deportivo de la municipalidad de Valparaíso. En enero de 2022, fue detenido por la Policía de Investigaciones de Chile, siendo acusado como líder de una banda criminal dedicada al tráfico de drogas. El 15 de enero de 2023 fue condenado a 12 años de cárcel, por los mismos cargos anteriormente mencionados.

## Selección nacional

### Selección Sub-20
A nivel de sub-20 participó en la Copa Mundial de Fútbol Juvenil de 2001 donde disputó el primer partido contra Ucrania y el segundo contra Estados Unidos pero en ambos partidos no logró convertir goles y para peor ambos partidos terminaron en derrotas. Para el tercer partido contra China no fue considerado y fue el único partido que su selección ganó. El dato amargo es que protagonizó un acto de indisciplina junto con otros seleccionados, lo cual lo llevó a entrenar con la filial de Wanderers.

#### Participaciones en Copas del Mundo
| Mundial                                | Sede      | Resultado    |
| -------------------------------------- | --------- | ------------ |
| Copa Mundial de Fútbol Juvenil de 2001 | Argentina | Primera Fase |

### Selección Sub-23
Participó en el Torneo Preolímpico Sudamericano Sub-23 de 2004 que se disputaba en Chile, donde llegaba como gran figura al ser el único jugador en la nómina proveniente desde el extranjero, ya que en ese entonces jugaba por Jaguares de Chiapas de México. Pese a que comenzó como titular en este torneo, su irregularidad lo mandó a la suplencia, entrando en los segundos tiempos. Pese a esto, logró anotar dos goles. El primer gol lo convirtió en el primer partido ante la Uruguay y el segundo de penal ante la Paraguay, ambos partidos válidos por la primera fase del torneo donde Chile ganó su grupo en calidad de invicto.
En la fase final del torneo Chile terminó cuarto. Soto terminó errando un penal que pudo darle la victoria a su equipo ante su similar de Argentina.

#### Participaciones en Preolímpicos
| Torneo                           | Sede  | Resultado  |
| -------------------------------- | ----- | ---------- |
| Preolímpico Sub-23 de Chile 2004 | Chile | Fase final |

### Selección adulta
Debutó el 2002 ante Turquía. Su último partido fue durante una gira de la selección a Centroamérica en junio del 2003 ante la Honduras donde ingresó en el segundo tiempo, su equipo en ese partido logró ganar después de dos años sin saber de victorias en el extranjero. Pese a participar en cinco amistosos entre el 2002 y el 2003 no fue requerido para las clasificatorias futuras.

### Partidos internacionales
| 1     | 17 de abril de 2002 | Parkstad Limburg Stadion, Kerkrade, Países Bajos         | Turquía    | 2 - 0 | Chile      |   |  | César Vaccia  | Amistoso |
| 2     | 30 de marzo de 2003 | Estadio Nacional, Santiago, Chile                        | Chile      | 2-0   | Perú       |   |  | Juvenal Olmos | Amistoso |
| 3     | 2 de abril de 2003  | Estadio Nacional, Lima, Perú                             | Perú       | 3-0   | Chile      |   |  | Juvenal Olmos | Amistoso |
| 4     | 30 de abril de 2003 | Estadio Nacional, Santiago, Chile                        | Chile      | 1-0   | Costa Rica |   |  | Juvenal Olmos | Amistoso |
| 5     | 11 de junio de 2003 | Estadio Olímpico Metropolitano, San Pedro Sula, Honduras | Honduras   | 1-2   | Chile      |   |  | Juvenal Olmos | Amistoso |
| Total | Total               | Total                                                    | Presencias | 5     | Goles      | 0 |  |               |          |

| Selección chilena | Selección chilena | Selección chilena |
| Año               | Partidos          | Goles             |
| ----------------- | ----------------- | ----------------- |
| 2002              | 1                 | 0                 |
| 2003              | 4                 | 0                 |
| Total             | 5                 | 0                 |

## Clubes
| Club                 | País   | Año       |
| -------------------- | ------ | --------- |
| Santiago Wanderers   | Chile  | 1998-2003 |
| Jaguares de Chiapas  | México | 2003      |
| Colo-Colo            | Chile  | 2004      |
| Potros Neza          | México | 2004      |
| Puebla               | México | 2005      |
| Santiago Wanderers   | Chile  | 2005      |
| O'Higgins            | Chile  | 2006      |
| Universidad de Chile | Chile  | 2007      |
| Santiago Wanderers   | Chile  | 2008-2009 |
| Ñublense             | Chile  | 2009      |
| San Luis             | Chile  | 2010      |
| Cobresal             | Chile  | 2011      |
| San Luis de Quillota | Chile  | 2012      |
| Unión La Calera      | Chile  | 2013      |

## Palmarés

### Títulos nacionales
| Título           | Equipo             | País  | Año  |
| ---------------- | ------------------ | ----- | ---- |
| Primera División | Santiago Wanderers | Chile | 2001 |

### Distinciones individuales
| Distinción               | Año    |
| ------------------------ | ------ |
| Goleador de la Primera B | 2008-A |